# Basket Rimini 1989-1990
Questa voce raccoglie le informazioni riguardanti il Basket Rimini, sponsorizzato Marr, nelle competizioni ufficiali della stagione 1989-1990.

## Verdetti stagionali
- Campionato di Serie A2:
  - stagione regolare: 15º posto su 16 squadre (bilancio di 12 vittorie e 18 sconfitte).
  - spareggio salvezza: sconfitta contro la Corona Cremona;
    - retrocessione in Serie B d'Eccellenza.

## Roster

In piedi da sinistra: il coach John McMillen, Mark Smith, Massimo Ruggeri, Brad Wright, Giacomantonio Tufano, Renzo Semprini, Franco Ferroni e il viceallenatore Massimo Bernardi.
Accosciati da sinistra: Maurizio Ferro, Carlton Myers, Alfredo Carboni, Emiliano Neri, Fabrizio Ambrassa e Maurizio Benatti.

## Risultati

### Campionato

#### Spareggio salvezza
| Treviso 21 aprile 1990, ore 20:30                     | Braga Cremona | 2 – 0 (28-28) referto | Marr Rimini | PalaVerde |
| \| \| \| \| \| Sappleton 22 \| Punti \| 16 Fortier \| |               |                       |             |           |
|                                                       |               |                       |             |           |
| Sappleton 22                                          | Punti         | 16 Fortier            |             |           |